# Bruno Vandestick

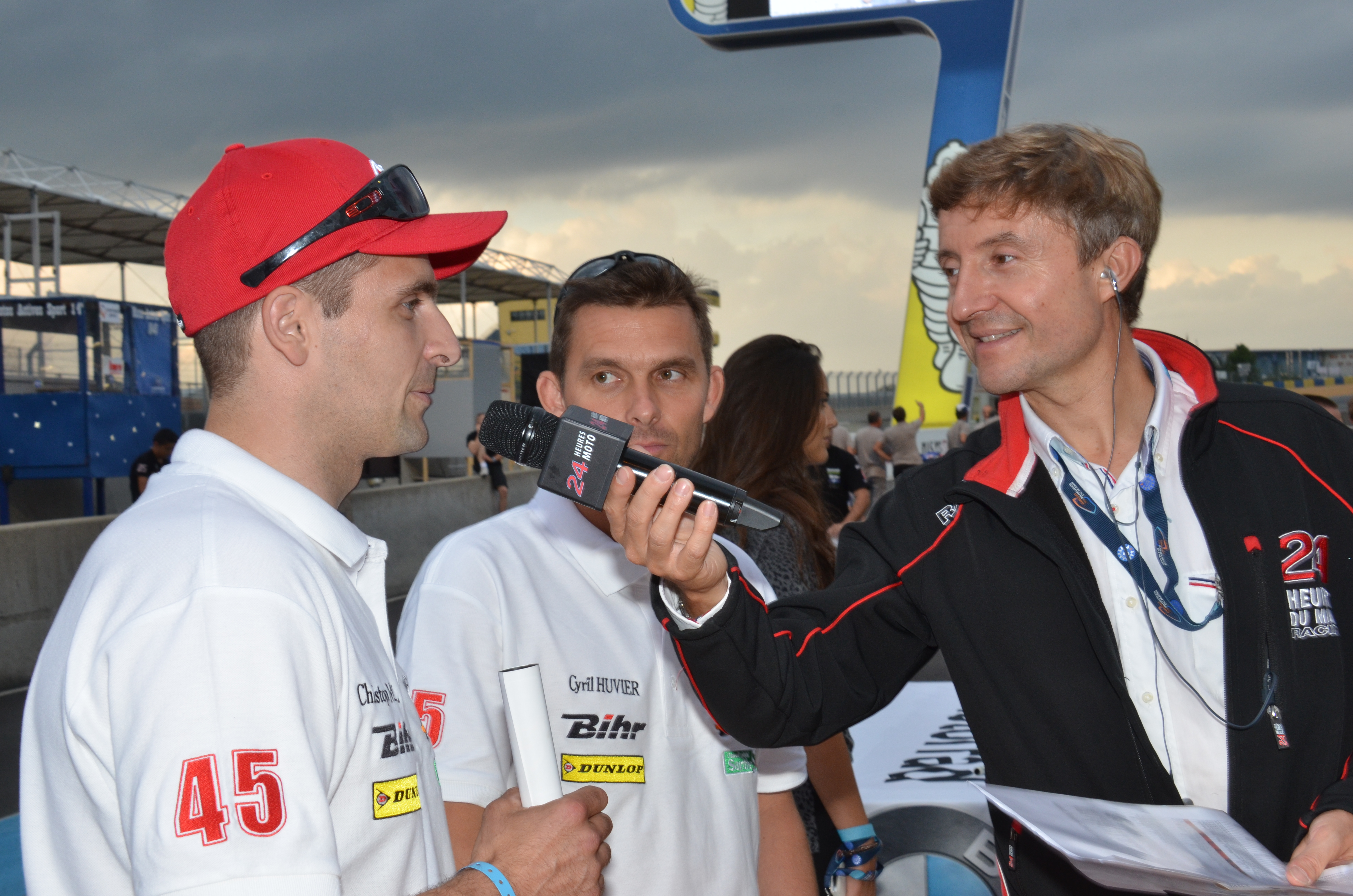
Bruno Vandestick lors des 24 Heures Moto 2014

Bruno Vandestick, né le 7 avril 1968 au Mans dans la Sarthe, est un animateur de radio et de télévision français.
Il est le speaker officiel des 24 heures du Mans pour l'Automobile Club de l'Ouest (ACO) depuis 1993 et devient « la voix du Mans ». Il intervient comme journaliste sportif sur W9, Eurosport et AB Moteurs. Il coanimera quelques courses avec Vincent Cerutti. Il anime une émission de radio matinale sur Ici Maine.

## Biographie

### Naissance
Bruno Vandestick est né le 7 avril 1968 au Mans, dans la Sarthe.

### Parcours de l'animateur de radio
En 1983, il débute la radio au Mans avant d'entrer au service communication de l'ACO, organisateur des 24 Heures. En 1993 il devient speaker officiel de la course,,.
En plus des 24h du Mans automobile, il commente la quasi-intégralité des courses se passant sur le circuit des 24h.
En 2003, il est au casting du film "Michel Vaillant" avec pour rôle "speaker du Mans".
En 2006, il présente en football, l'équipe Mancelle de Ligue 1.
Ambassadeur de la Sarthe, on le retrouve  sur le circuit pour les visites des infrastructures du site et lors des conférences de "La Voix aux Calandres" le rendez-vous des passionnés de course et d’histoire automobile.
Il est fondateur de l'association "Saint Saturnin Classic British Welcome" qui rassemble en ouverture des 24 heures du Mans près de 1000 voitures de caractères.
En septembre 2016, il rejoint l'équipe de speakers du championnat du monde de rallycross à Lohéac (Ille-et-Vilaine).
Il sera aux commandes des commentaires avec Jean Jacques Guibal et Florian Bousseau lors du week end en Bretagne.
Lors du week-end des 24h en 2018 (16 & 17 Juin), il fête ses 25 ans au micro de la mythique course d’endurance.